# Liste von Jazzfestivals in Frankreich

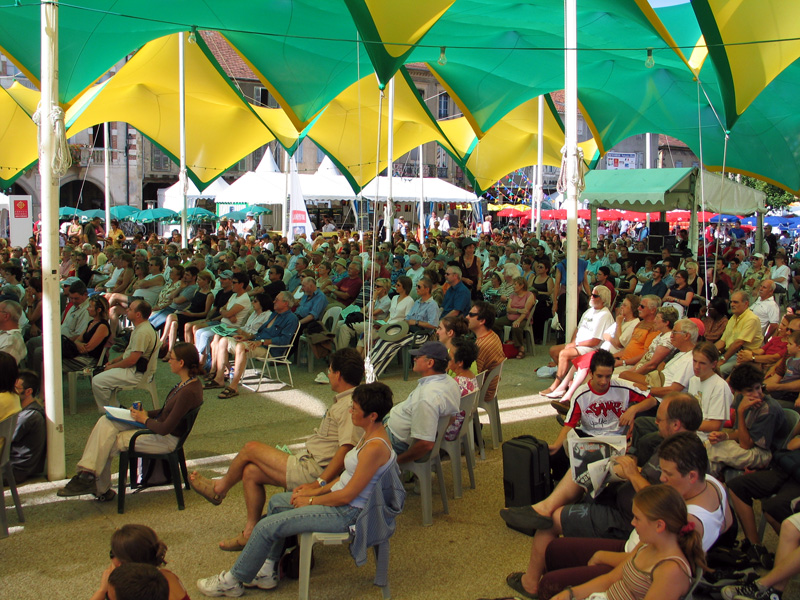
Jazz in Marciac 2005

In der Liste von Jazzfestivals in Frankreich sind Jazz-Veranstaltungen aufgeführt, die in Frankreich regelmäßig stattfinden.
| Festival                                           | seit | Monat             | Ort                                            | Nachweis |
| -------------------------------------------------- | ---- | ----------------- | ---------------------------------------------- | -------- |
| Sons d’hiver                                       | 1991 | Januar/Februar    | Val-de-Marne                                   |          |
| Jazz à l'Etage                                     | 2004 | Februar/März      | Rennes                                         |          |
| Banlieues Bleues                                   | 1983 | März/April        | Département Seine-Saint-Denis                  |          |
| Jazz à toute heure                                 | 1998 | März/April        | Saint-Rémy-lès-Chevreuse, Département Yvelines |          |
| Grenoble Jazz Festival                             | 2001 | April             | Grenoble                                       |          |
| Avoriaz Jazz Up Festival                           | 2007 | April             | Avoriaz, Département Haute-Savoie              |          |
| Jazz à Roland-Garros                               | ?    | Mai               | Paris                                          |          |
| Jazz sous les Pommiers                             | 1981 | Mai               | Coutances, Département Manche                  |          |
| Festival Jazz à St Germain                         | 2000 | Mai               | Paris                                          |          |
| Fort en Jazz                                       | 1990 | Juni              | Francheville (Métropole de Lyon)               |          |
| Paris Jazz Festival                                | 1990 | Juni/Juli         | Paris                                          |          |
| Jazz à Vienne                                      | 1978 | Juni/Juli         | Vienne                                         |          |
| Charlie Jazz Festival                              | 1998 | Juli              | Vitrolles bei Marseille                        |          |
| Jazz à Juan                                        | 1960 | Juli              | Antibes                                        |          |
| Jazz à Porquerolles                                | 2002 | Juli              | Porquerolles                                   |          |
| Les enfants du jazz                                | 1995 | Juli              | Barcelonnette, Haute Provence                  |          |
| Jazz des Cinq continents                           | 2000 | Juli              | Marseille                                      |          |
| Jazz à Sète                                        | 1995 | Juli              | Sète                                           |          |
| Nice Jazz Festival                                 | 1971 | Juli              | Nizza                                          |          |
| La Londe Jazz Festival                             | 2008 | Juli              | La Londe-les-Maures, Département Var           |          |
| Saveurs Jazz Festival                              | 2009 | Juli              | Segré bei Angers                               |          |
| Jazz au Couvent                                    | 2005 | Juli              | Cervione, Korsika                              |          |
| Jazz à Luz                                         | 1990 | Juli              | Luz-Saint-Sauveur                              |          |
| Jazz à Montauban                                   | 1999 | August            | Montauban, Département Tarn-et-Garonne         |          |
| Cosmo Jazz Festival                                | 2009 | Juli/August       | Chamonix                                       |          |
| Jazz à Vannes                                      | 1979 | Juli/August       | Vannes                                         |          |
| Jazz in Marciac                                    | 1978 | Juli/August       | Marciac, Département Gers                      |          |
| Festival Fugue en Pays Jazz (Jazz dans les Landes) | 1992 | August            | Capbreton, Département Landes                  |          |
| Jazz Campus en Clunisois                           | 1977 | August            | Cluny, Département Saône-et-Loire              |          |
| Jazz en baie                                       | 2009 | August            | Le Mont-Saint-Michel                           |          |
| Météo Mulhouse Music Festival (Jazz à Mulhouse)    | 1983 | August            | Mülhausen                                      |          |
| Festival de jazz de Colmar                         | 1996 | September         | Colmar                                         |          |
| Jazz en Touraine                                   | 1987 | September         | Tours                                          |          |
| Provins Duke Jazz Festival                         | 2012 | September         | Provins, Département Seine-et-Marne            |          |
| Jazz en boucle                                     | ?    | September         | Saint-Maur-des-Fossés, Val-de-Marne            |          |
| Jazz à Rueil                                       | 2008 | September         | Rueil-Malmaison, Département Hauts-de-Seine    |          |
| Musiques de jazz et d'ailleurs                     | 1982 | September         | Amiens                                         |          |
| Jazz sur son 31                                    | 1989 | Oktober           | Toulouse                                       |          |
| Jazz Entre Les Deux Tours                          | 1997 | Oktober           | La Rochelle                                    |          |
| L’Agglo au rythme du Jazz                          | 2006 | September/Oktober | Nîmes                                          |          |
| Nancy Jazz Pulsations                              | 1973 | Oktober           | Nancy                                          |          |
| Jazzycolors                                        | 2008 | Oktober/November  | Paris                                          |          |
| Jazz à Clamart                                     | 2013 | Oktober           | Clamart, Département Hauts-de-Seine            |          |
| Festival Django-Reinhardt                          | 1979 | September         | Samois-sur-Seine                               |          |
| Jazz en Chantereine                                | 1989 | November          | Chantereine, Seine-et-Marne                    |          |
| CinéJazz                                           | 2012 | November          | Paris                                          |          |
| Jazzdor                                            | 1986 | November          | Straßburg                                      |          |
| D'Jazz Nevers                                      | 1987 | November          | Nevers                                         |          |
| Jazz ’n’ Klezmer                                   | 2002 | November          | Paris                                          |          |
| Jazz au Théâtre                                    | 2012 | November          | Fontainebleau                                  |          |
| Monte-Carlo Jazz Festival                          | 2006 | November          | Monte-Carlo                                    |          |
| Reims Jazz Festival                                | 1993 | November          | Reims                                          |          |
| Jazz au fil de l'Oise                              | 1996 | November/Dezember | Département Val-d’Oise                         |          |

## Anmerkung
1. ↑  Die Vorauswahl erfolgte nach den Veranstaltungshinweisen von TSF Jazz (Memento des Originals vom 31. Mai 2016 im Internet Archive)  Info: Der Archivlink wurde automatisch eingesetzt und noch nicht geprüft. Bitte prüfe Original- und Archivlink gemäß Anleitung und entferne dann diesen Hinweis.